# Mothership Connection
Mothership Connection è il quinto album in studio dei Parliament pubblicato nel 1975.

## Storia
Secondo quanto riporta il cantante del gruppo George Clinton:
Concept album sulla mitologia P-Funk, Mothership Connection è il primo disco con Maceo Parker e Fred Wesley, due ex membri dei J.B.'s di James Brown, e il primo album dei Parliament ad essere diventato un disco d'oro e successivamente platino. Nel 2011, la Biblioteca del Congresso inserì l'album nel National Recording Registry sostenendo che abbia esercitato "un'enorme influenza sulla musica jazz, rock e dance".

## Accoglienza
| Recensione              | Giudizio |
| ----------------------- | -------- |
| Dizionario del pop-rock |          |
| Piero Scaruffi          |          |
| AllMusic                |          |

Mothership Connection ricevette ottimi giudizi da parte delle critica e viene considerato uno dei migliori album dei Parliament. Rolling Stone piazzò l'album nella posizione 276 dei suoi 500 migliori dischi di sempre e dichiarò che è una "parodia del funk moderno", mentre Robert Christgau di The Village Voice asserì che "quel DJ di Chocolate City (o della Chocolate Milky Way) (sic) mantiene il ritmo con niente popò di meno che il suo cantato rap, una strana tastiera e piatti lungo tutto il lato A. E, successivamente, fa partire la galattica Give Up the Funk, un indiretto tributo a James Brown che dice 'gogga googa, gogga googa'." L'album viene anche considerato il cinquantacinquesimo disco più grande di tutti i tempi dalla rete televisiva VH1, ed è fra i "1001 album che devi ascoltare prima di morire" di Robert Dimery.

## Formazione
- George Clinton
- Calvin Simon
- Fuzzy Haskins
- Ray Davis
- Grady Thomas
- Garry Shider
- Glen Goins
- Bootsy Collins
- Gary Cooper
- Debbie Edwards
- Taka Kahn
- Archie Ivy
- Bryna Chimenti
- Rasputin Boutte
- Pam Vincent
- Debra Wright
- Sidney Barnes
- Fred Wesley
- Maceo Parker
- Michael Brecker
- Randy Brecker
- Boom
- Joe Farrell
- Garry Shider
- Michael Hampton
- Glen Goins
- Cordell Mosson
- Tiki Fulwood
- Jerome Brailey
- Bernie Worrell

## Tracce
1. P. Funk (Wants to Get Funked Up) – 7:41
2. Mothership Connection (Star Child) – 6:13
3. Unfunky UFO – 4:23
4. Supergroovalisticprosifunkstication – 5:03
5. Handcuffs – 4:02
6. Give Up the Funk (Tear the Roof off the Sucker) – 5:46
7. Night of the Thumpasorus Peoples – 5:10